# Croquet nos Jogos Olímpicos de Verão de 1900 - Simples, duas bolas
A disputa de simples com duas bolas do croquet nos Jogos Olímpicos de Verão de 1900 ocorreu em 4 de julho de 1900. Seis atletas franceses competiram.

## Medalhistas
| Ouro   | FRA Waydelich |
| Prata  | FRA Vignerot  |
| Bronze | FRA Sautereau |

## Resultados

### Primeira fase
| Vencedor      | Placar      | Perdedor           |
| ------------- | ----------- | ------------------ |
| FRA Vignerot  | 2-0 (42-40) | FRA Desprès        |
| FRA Sautereau | 2-0 (41-19) | FRA Blachère       |
| FRA Waydelich | w/o         | FRA Filleaul Brohy |

### Segunda fase
| Pos. | Jogador       | V | D |
| ---- | ------------- | - | - |
|      | FRA Waydelich | 3 | 0 |
|      | FRA Vignerot  | 2 | 1 |
|      | FRA Sautereau | 1 | 2 |
| 4    | FRA Blachère  | 0 | 3 |

| Vencedor      | Placar       | Perdedor      |
| ------------- | ------------ | ------------- |
| FRA Waydelich | 2-1 (42-41)  | FRA Vignerot  |
| FRA Waydelich | Desconhecido | FRA Sautereau |
| FRA Waydelich | Desconhecido | FRA Blachère  |
| FRA Vignerot  | 2-1 (42-41)  | FRA Sautereau |
| FRA Vignerot  | w/o          | FRA Blachère  |
| FRA Sautereau | Desconhecido | FRA Blachère  |